# 70-kV-Leitung Mülhausen–Freiburg

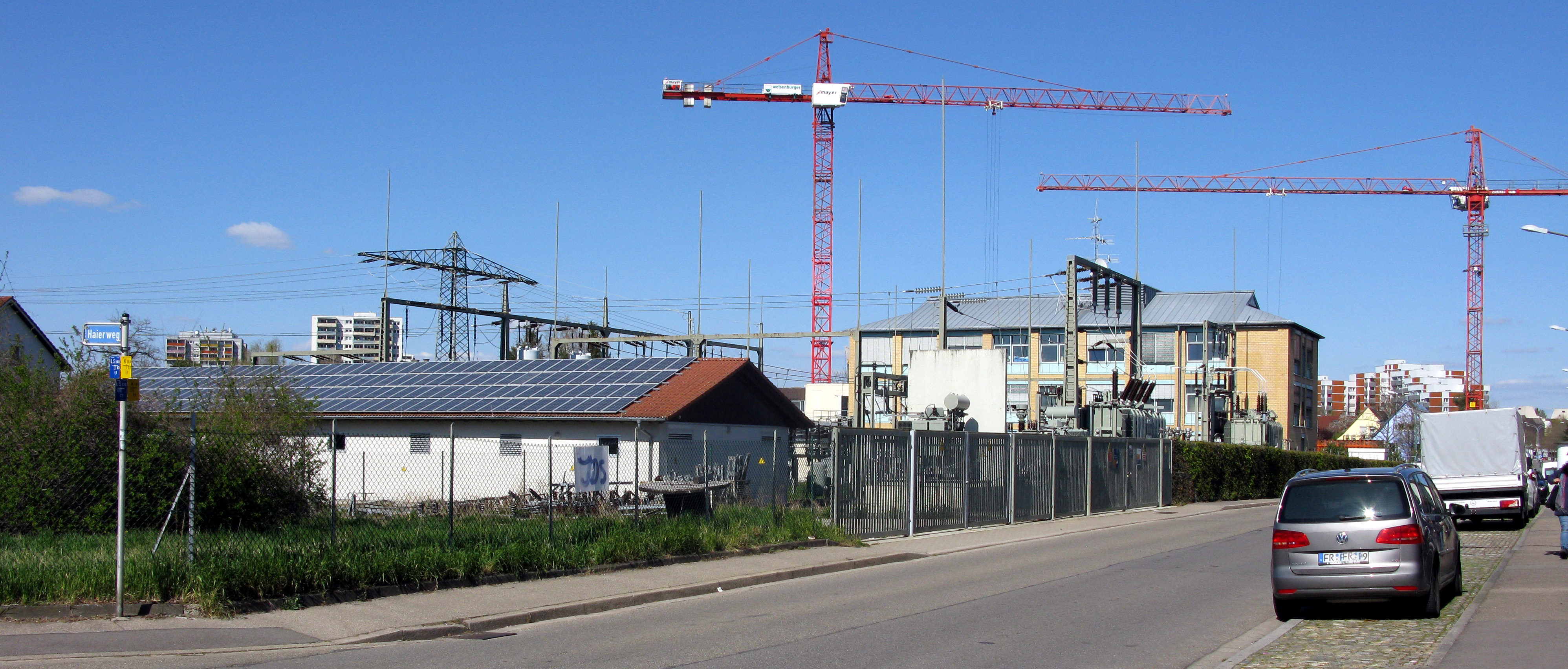
Umspannwerk Rankackerweg der bnnetze im Quartier „Auf der Haid“ in Freiburg-Haslach

Die 70-kV-Leitung Mülhausen–Freiburg war eine der ersten Hochspannungsfernleitungen im einstigen Baden. Sie wurde 1913 von der damaligen Oberrheinischen Kraftwerke AG gebaut, nachdem 1912 ein Abkommen geschlossen wurde, die Stadt Freiburg von einem Kraftwerk in Mülhausen mit Elektrizität zu beliefern.
Die 50 Kilometer lange Leitung begann auf der Napoleoninsel in Mülhausen, überquerte den Rhein auf zwei je 32 Meter hohen Gittermasten und endete am Umspannwerk Rankackerweg Auf der Haid  in Freiburg-Haslach. Die einkreisige Leitung war in ihrer ganzen Länge auf Gittermasten verlegt und verwendete auf den Traversen stehende Isolatoren. Zahlreiche Wege durfte die Leitung nur mit einem Spannfeld von maximal 30 Meter Länge überqueren, wobei die Maste mindestens 1,5 Meter entfernt vom Straßenrand errichtet werden mussten.
Die Leitung ging im März 1914 in Betrieb. Noch heute sind einige Abschnitte dieser Leitung in Betrieb, allerdings als Teile von 20-kV-Mittelspannungsleitungen.

## Galerie

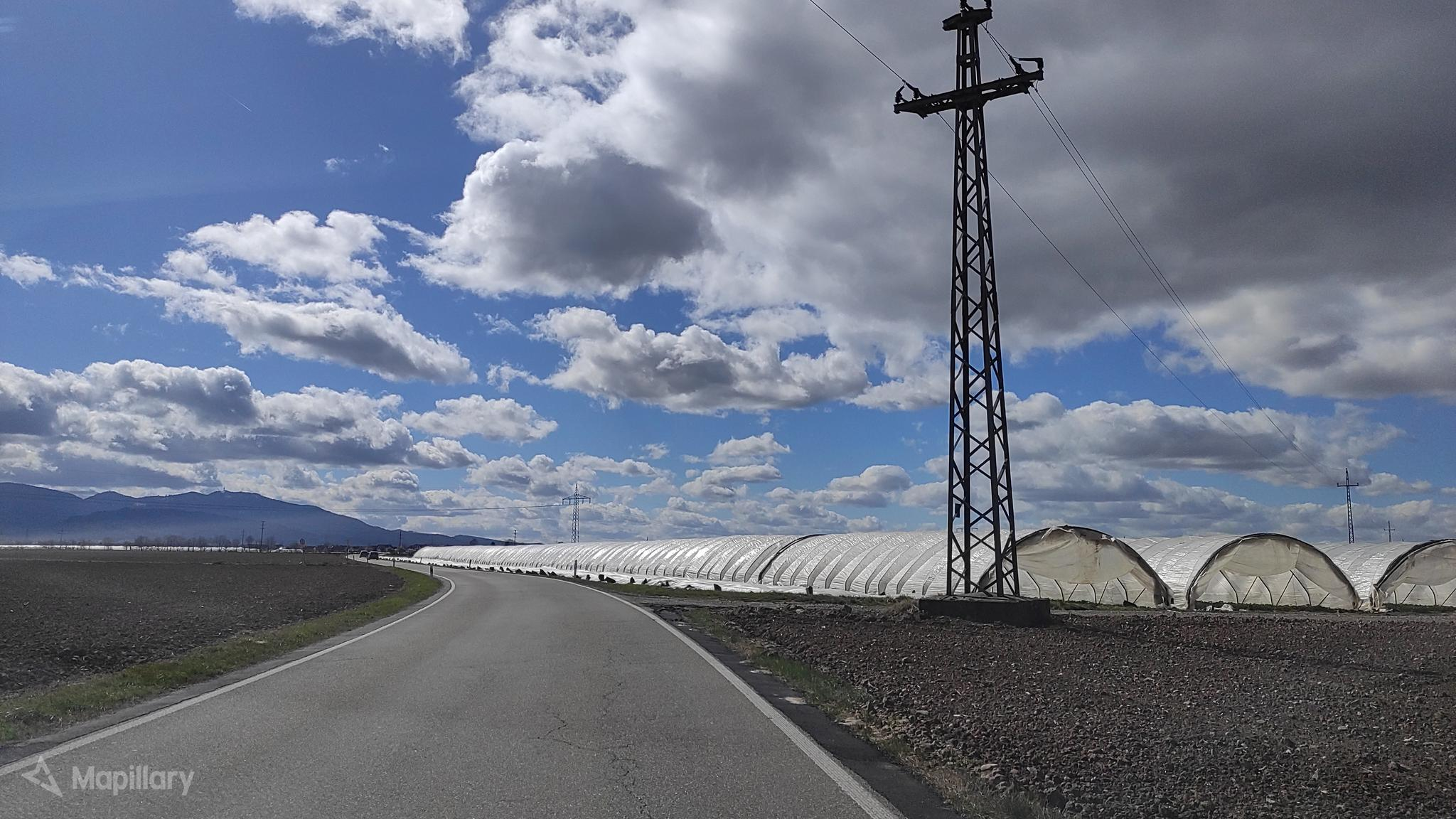
Originalmast der Leitung mit Betrieb in Mittelspannung
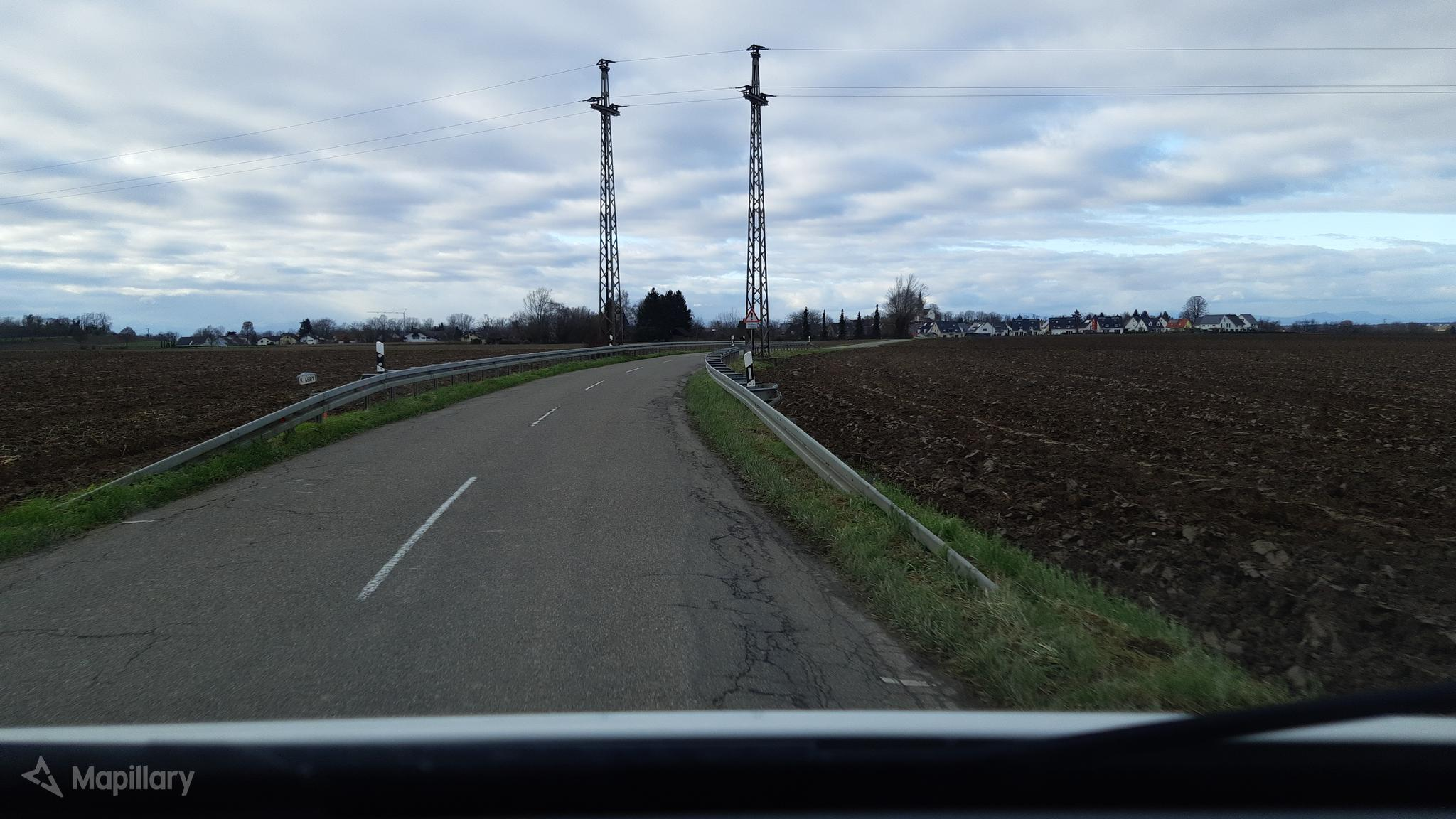
Straßenkreuzung mit zwei sehr dicht beieinander stehenden Masten

## Quelle
- Industriekultur 3.13, S. 12/13